# ParaZOO
paraZOO je expozice Záchranné stanice pro živočichy ČSOP Vlašim. Byla otevřena v červnu roku 2012. Leží v centru Vlašimi a jsou zde chováni zástupci volně žijících živočichů České republiky (například vydra, rys, kuna, výři, krkavci, čápi, nejrůznější dravci a řada dalších), kteří byli přijati do Záchranné stanice, avšak pro trvalé následky zranění již nemohou být vypuštěni zpět do volné přírody. Pomocí jejich příběhů se zde návštěvníci mohou seznámit s důvody zraňování zvířat v krajině a naučit se, jak zvířatům v přírodě pomáhat. Součástí zahrady je také expozice ptačích budek a uměle vytvořených úkrytů pro živočichy vhodných k oživení zahrad, ptačích siluet či expozice nástrah číhajících na živočichy v přírodě s radami jak zraňování živočichů předcházet.

## Činnost
paraZOO nabízí zájemcům z řad škol ekologické výukové programy zaměřené na chovaná zvířata. Dále je možné navštívit paraZOO s průvodcem a absolvovat komentovanou prohlídku areálu. Pro děti a rodiny je k dispozici dětský koutek, občerstvení a možnost zakoupení suvenýrů.

## Doprava
paraZOO se nachází ve Vlašimi nedaleko bájné hory Blaník. Město leží přibližně 60 km jižně od Prahy. Z Prahy se do Vlašimi dostanete autobusem z autobusového nádraží u stanice metra C Roztyly nebo vlakem z Hlavního nádraží s přestupem v Benešově u Prahy. Při využití osobního automobilu je sjezd na Vlašim na 49. kilometru dálnice D1.

## Fotogalerie ParaZOO

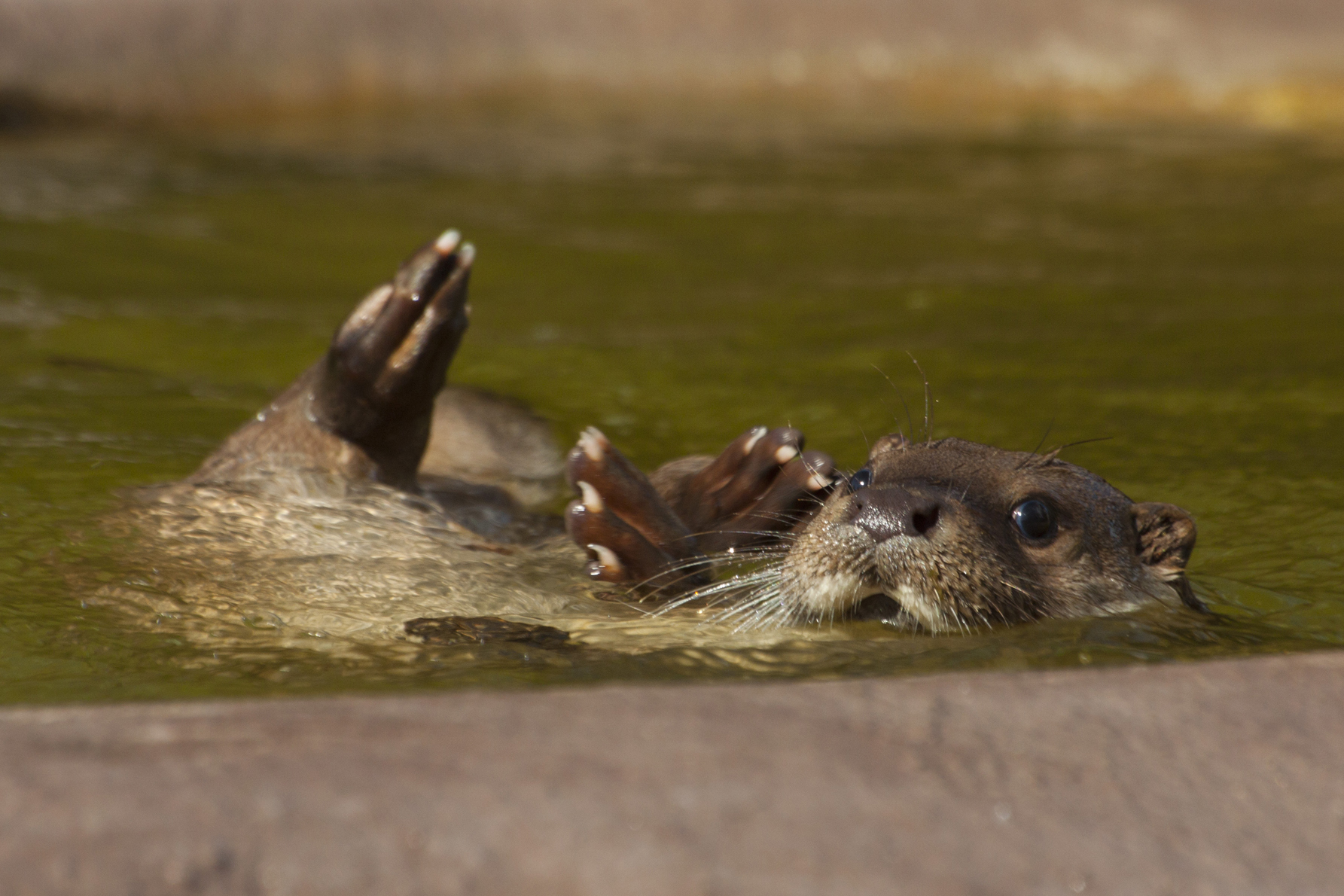
Vydra říční
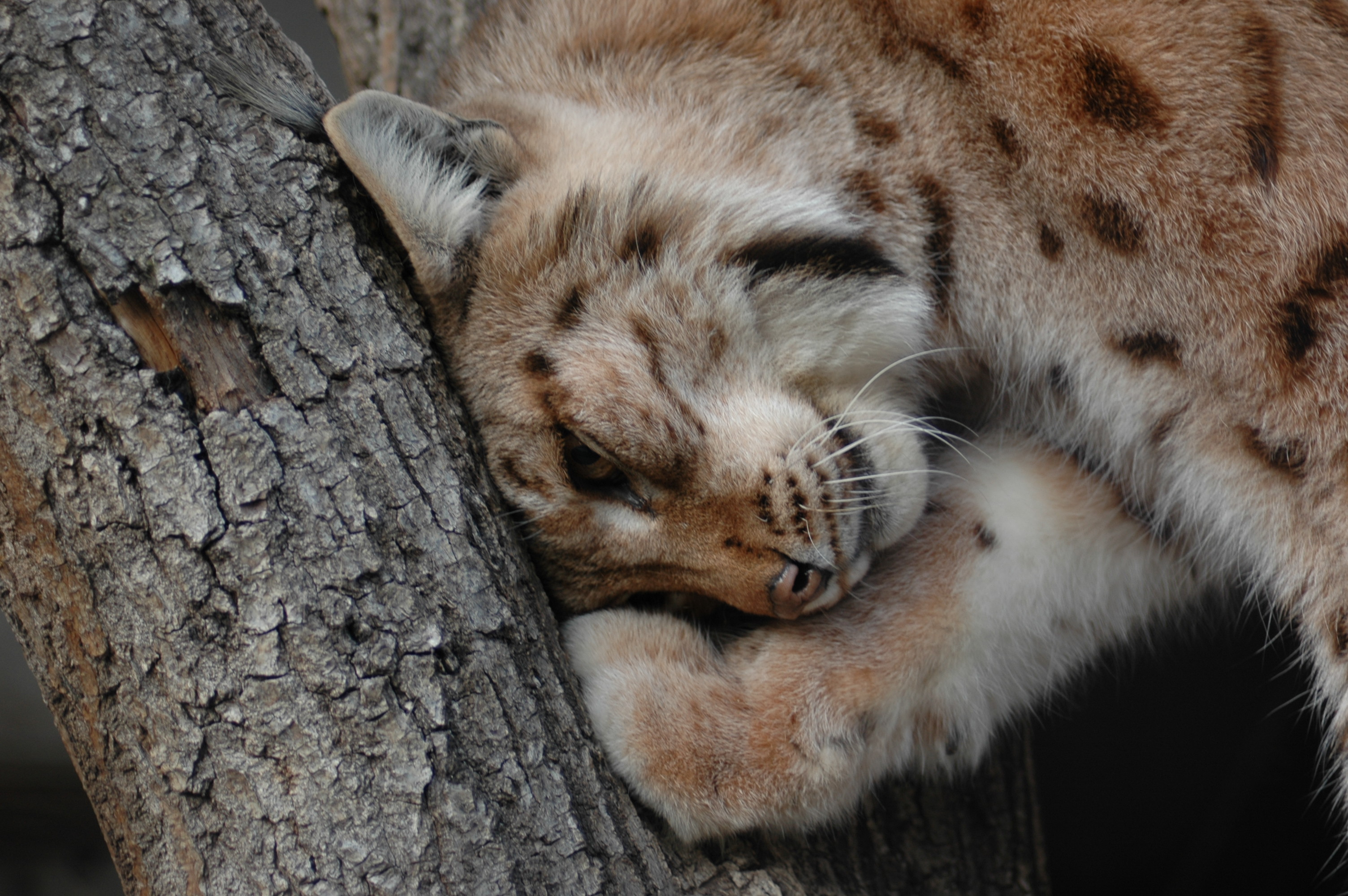
Rys ostrovid
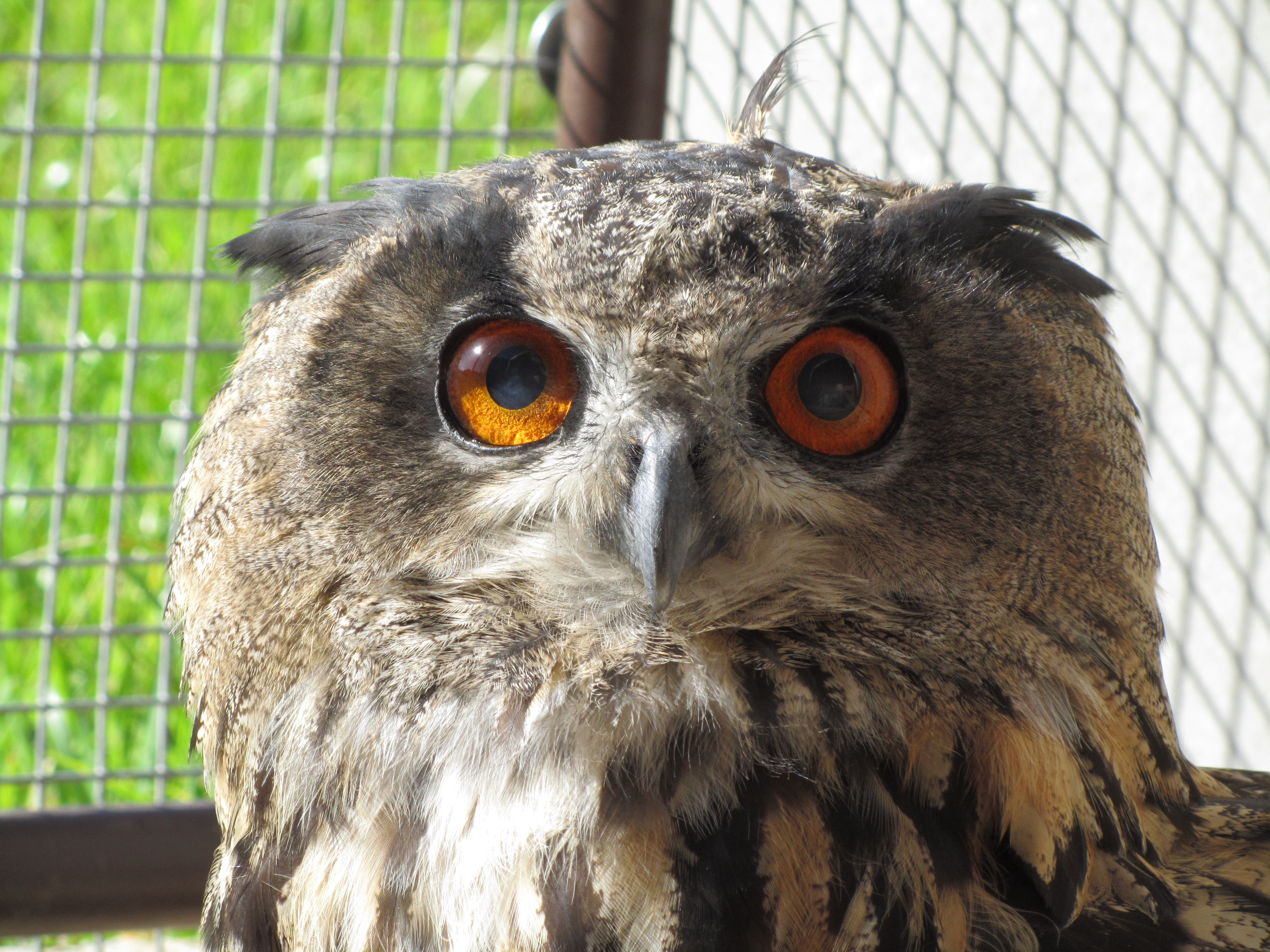
Výr velký
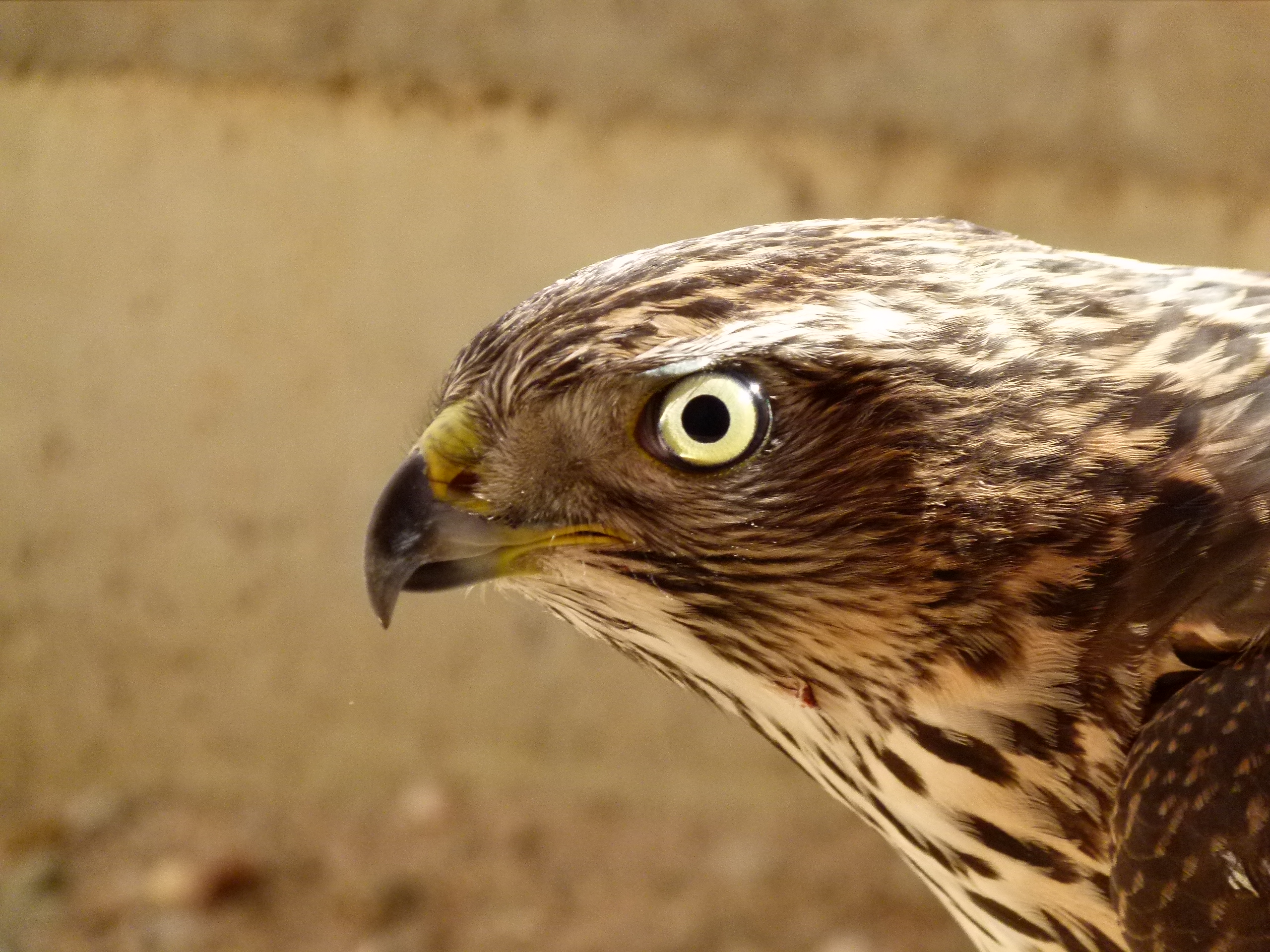
Jestřáb lesní
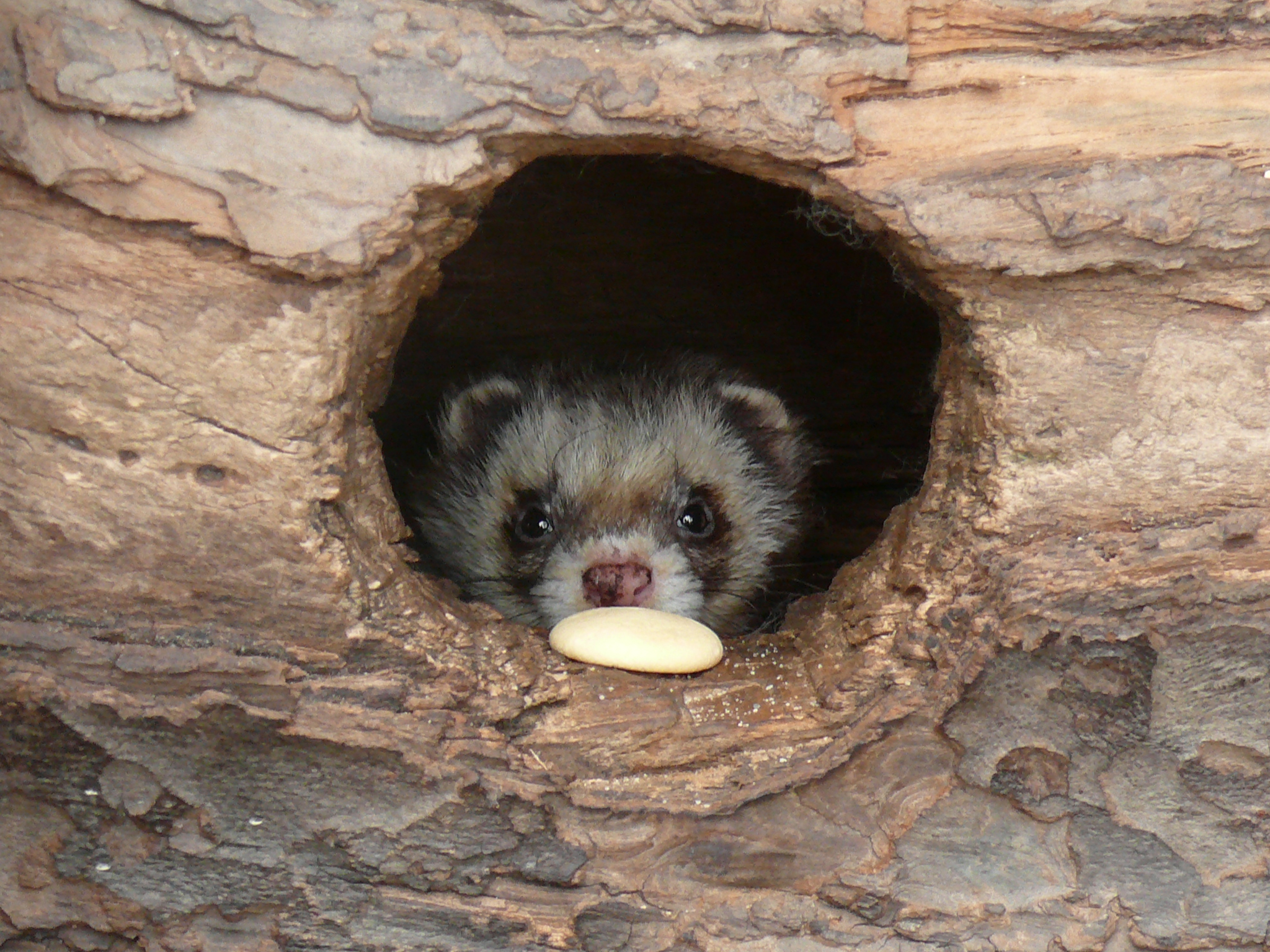
Fretka domácí
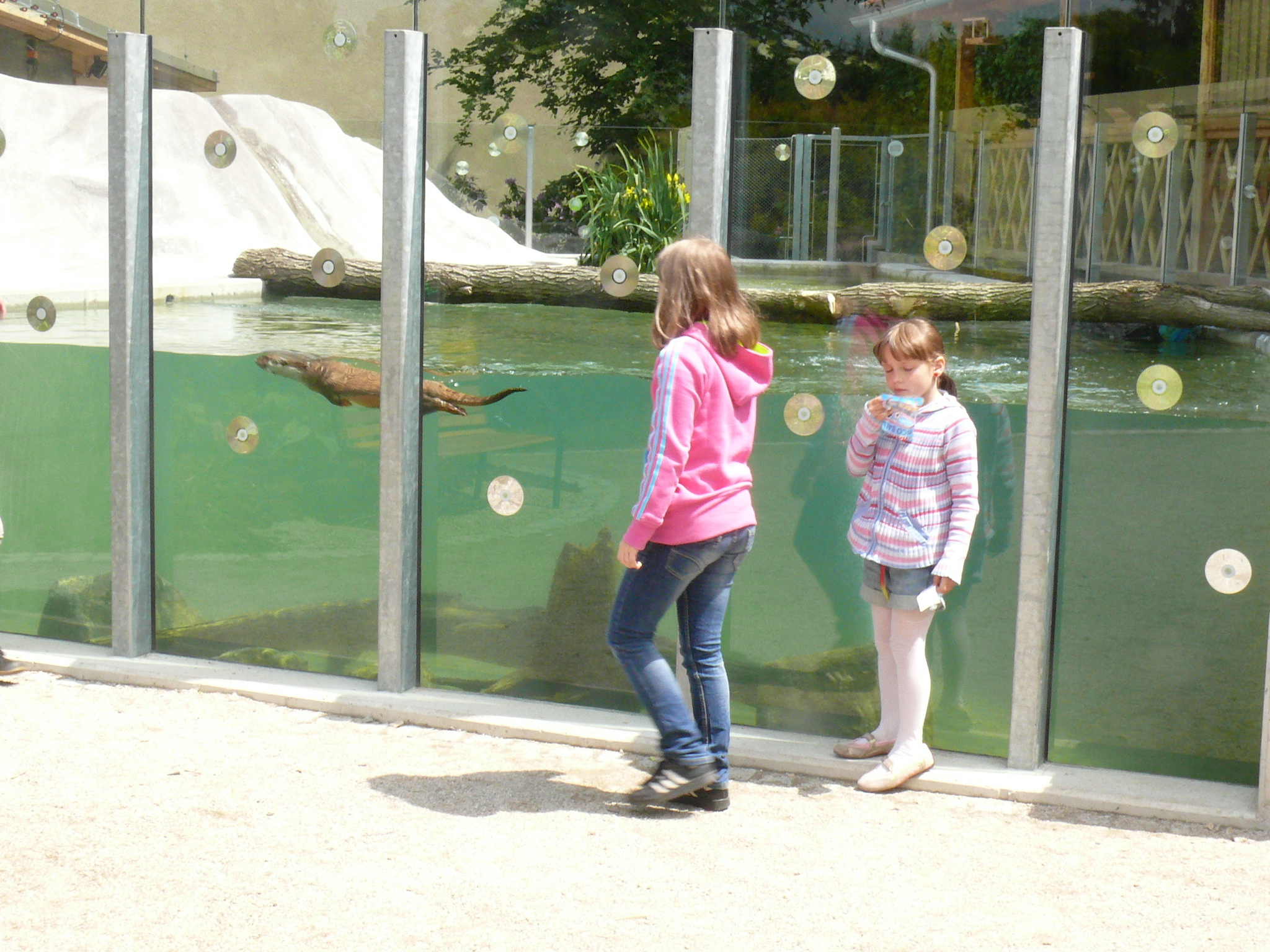
Výběh pro vydru
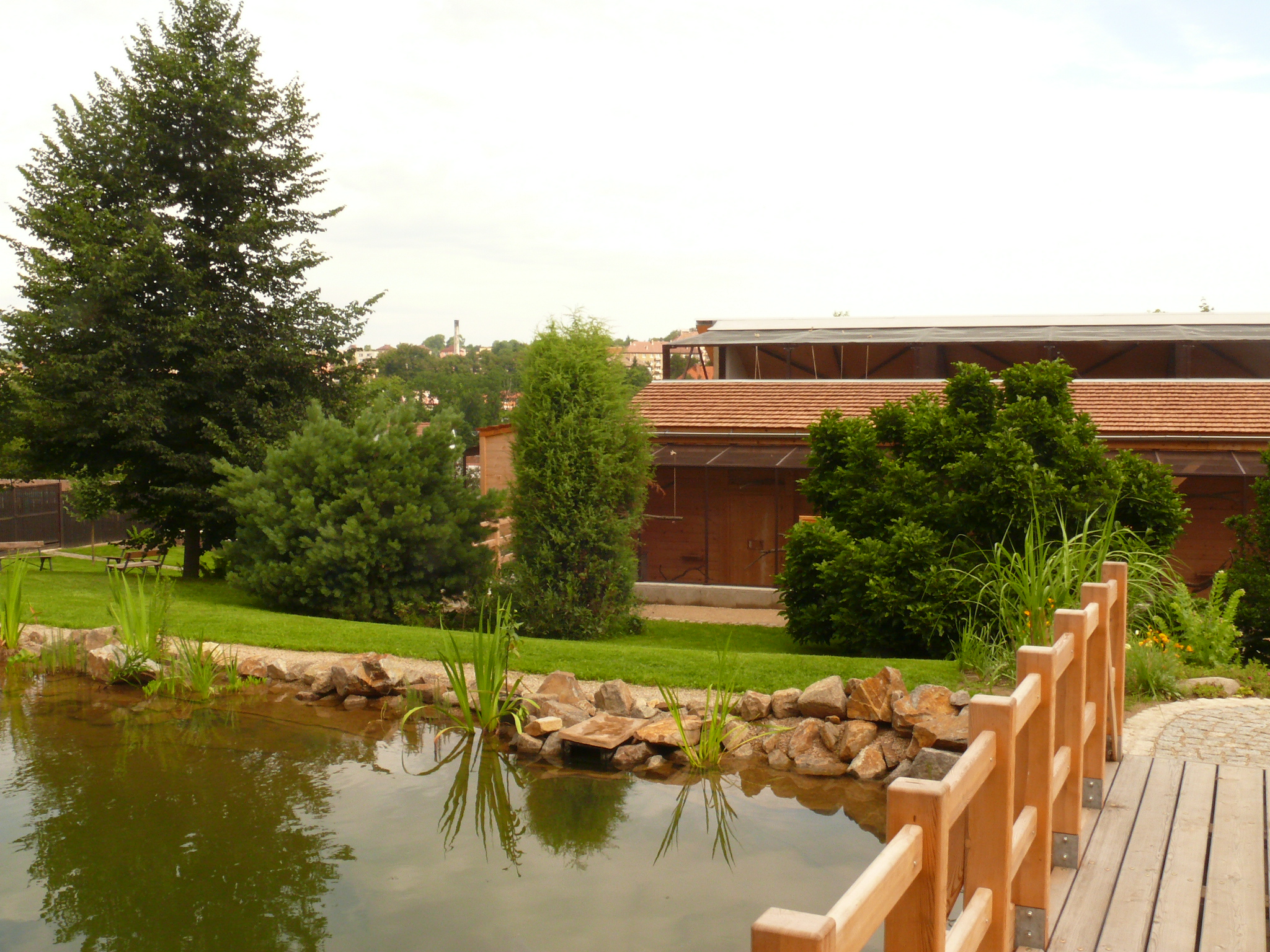
Biotopové jezírko
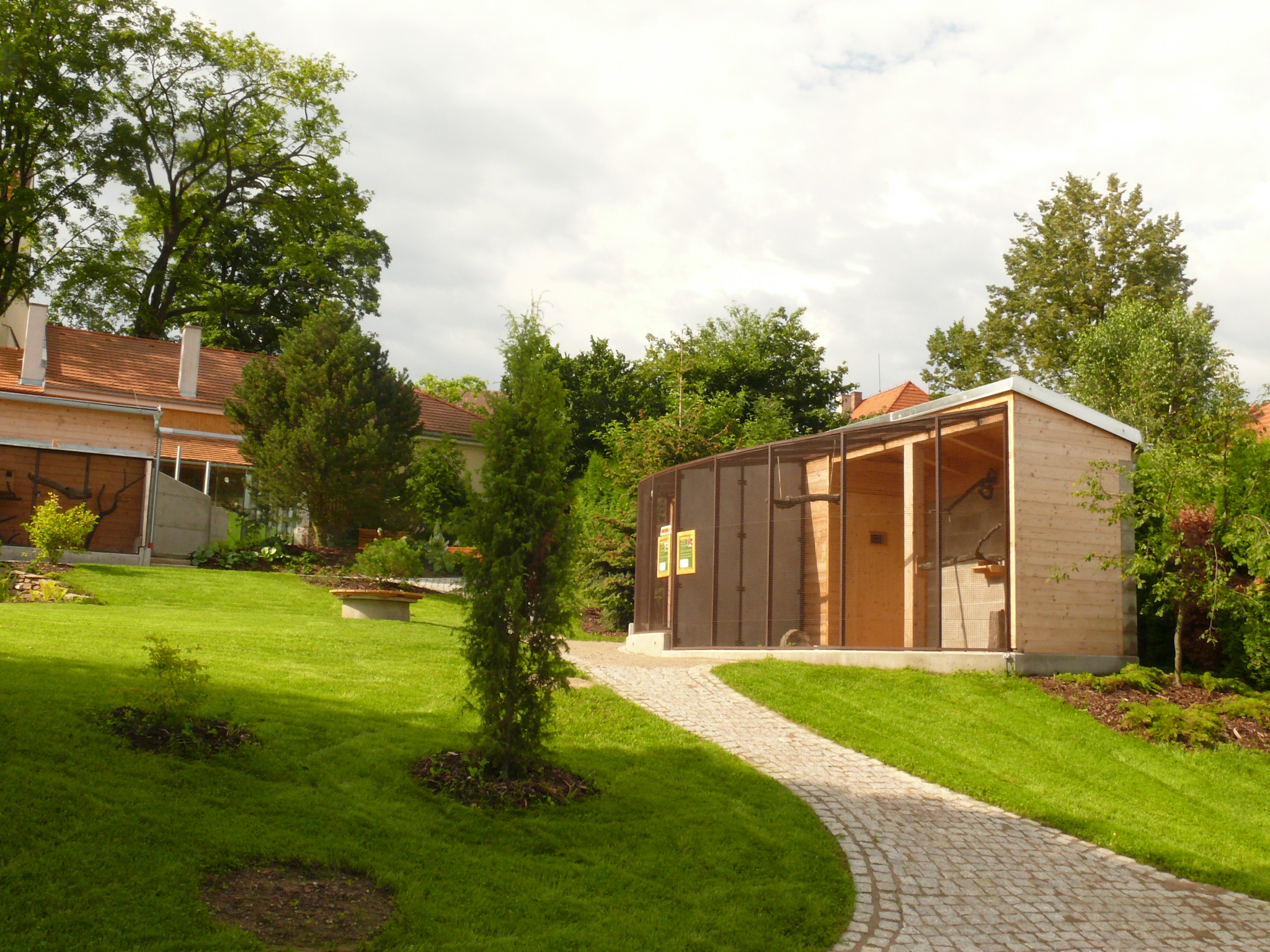
Pohled do zahrady